# Solanum herculeum
Solanum herculeum (Syn.: Triguera osbeckii) ist eine Art der Gattung Nachtschatten (Solanum) in der Familie der Nachtschattengewächse (Solanaceae). Die Art kommt im Mittelmeerraum vor.

## Beschreibung

### Vegetative Merkmale
Solanum herculeum ist eine bis zu 0,5 m hohe krautige Pflanze. Ihre Stängel sind grün, fleischig und innen hohl. Sie sind spärlich mit einfachen, einreihigen, 2 bis 3 mm langen Trichomen behaart, die aufrecht oder leicht anliegend stehen können. Die sympodialen Einheiten besitzen jeweils zwei Laubblätter, die nicht paarweise stehen. Die Laubblätter sind aufsitzend, einfach, elliptisch bis rhombisch, 1,5 bis 5 cm lang und 1 bis 4 cm breit. Je höher die Blätter an der Pflanze stehen, desto kleiner werden sie. Die Oberseite ist unbehaart oder spärlich entlang der Mittelrippe mit einfachen einreihigen Trichomen behaart. Die Unterseite ist spärlich entlang der Mittelrippe und entlang der meist fünf Paar seitlicher Blattadern behaart. Beim Trocknen wird die Unterseite leicht rötlich. Die Basis der Blätter ist herzförmig und leicht den Stängel umfassend, nach vorn sind sie stumpfspitzig bis abgeschnitten. Der Blattrand ist grob gezahnt, wobei die Zähne bis zu 1/3 der Breite bis zur Mittelrippe reichen können. Zudem ist der Blattrand mit einfachen, einreihigen und bis zu 3 mm langen Trichomen besetzt. Manchmal sind kurze Blattstiele ausgebildet, die aber kürzer als 1 mm sind.

### Blütenstände und Blüten
Die Blütenstände entspringen den Internodien, direkt unterhalb der Laubblätter. Sie sind 0,2 bis 0,4 cm lang, sind einfach und bestehen aus zwei bis drei Blüten. Die Blütenstandsachse ist spärlich mit 2 bis 4 mm langen, einfachen und einreihigen Trichomen behaart. Die Blütenstiele stehen etwa 2 mm auseinander, die Basis ist von einem etwa 2 mm langen Mantel umgeben, der in trockenen Pflanzen gerunzelt ist. Die Knospen sind elliptisch, die noch nicht geöffnete Krone steht bereits deutlich aus dem Kelch hervor. Die Blütenstiele sind zur Blütezeit 1,4 bis 2 cm lang und messen 1 mm im Durchmesser. Sie sind schlank, aufrecht bis leicht nickend und spärlich bis dicht mit einfachen, einreihigen und bis zu 2 mm langen Trichomen besetzt.
Der Kelch besitzt eine offen becherförmige Kelchröhre mit einer Länge von 1 bis 2 mm (selten nur 0,5 mm). Die Kelchröhre ist mit 8 bis 10 mm langen, elliptischen Kelchzipfeln besetzt, die nach vorn spitz sind und dicht mit 1 bis 2 mm langen, einfachen, einreihigen Trichomen behaart sind. Die Krone misst 2 bis 4 mm im Durchmesser, ist glockenförmig und dunkel purpurn bis grünlich purpurn mit einer leuchtend gelben Mitte. Die Kronlappen sind nur etwa 1 mm langen, gebuchtet und sehr schwach ausgeprägt. Entlang der Ränder der Kronlappen und an den Spitzen sind sie dicht papillös, die Außenseite ist entlang der Hauptadern mit einfachen, einreihigen und bis etwa 1 mm langen Trichomen behaart.
Die Staubbeutel sind verschiedengestaltig. Es gibt drei kurze Staubbeutel mit einer Länge von 3 bis 5 mm und einer Breite von etwa 1 mm sowie zwei längere Staubbeutel mit einer Länge von 4 bis 7 mm und einer Breite von 1 mm. Sie öffnen sich über Poren an den Spitzen, die sich später zu Schlitzen verlängern. An den Spitzen der Staubbeutel befindet sich ein schwach ausgeprägter, hornförmiger Anhang mit einer Länge von 0,5 mm. Die Staubfäden stehen nur auf einer Länge von weniger als 1 mm frei, der restliche Teil ist zu einer etwa 1 mm langen Staubfadenröhre verwachsen. Der Fruchtknoten ist konisch und unbehaart. Er trägt einen 6 bis 8 mm langen, unbehaarten Griffel, der am Ende nach oben gebogen ist. Die Narbe ist fein kopfig, papillös und oftmals leuchtend grün.

### Früchte und Samen
Die Früchte sind kugelförmige Beeren mit einem Durchmesser von 0,9 bis 1,2 mm. Sie sind bei Reife blass grünlich bis gelb und besitzen ein sehr dünnes Perikarp, welches papierartig und brüchig wird. Die Blütenstiele sind an der Frucht etwa 1,5 bis 2 cm lang und messen 1 mm im Durchmesser. Der Kelch ist an der Frucht beständig und vergrößert. Die Samen sind etwa 7 × 7 mm groß, eiförmig und prall. Sie sind blass strohfarben gefärbt, die Samenoberfläche ist stark gekörnt und besteht aus honigwabenförmigen Zellen mit geraden Wänden.

## Verbreitung und Standorte
Die Art wächst im südlichen Spanien und entlang der Mittelmeerküste des nördlichen Afrika entlang der Straße von Gibraltar. Sie ist meist auf offenen, feuchten Flächen, oftmals entlang von Zäunen in Höhenlagen zwischen 0 und 100 m zu finden.

## Systematik und Botanische Geschichte
Solanum herculeum ist innerhalb der Nachtschatten (Solanum) in die nur drei Arten umfassende Normania-Klade eingeordnet. Die Arten der Klade wurden lange Zeit als zwei eigenständige Gattungen geführt, Solanum trisectum und Solanum nava bildeten als Normania triphylla und Normania nava die Gattung Normania und Solanum herculeum die Gattung Triguera (als Triguera osbeckii).
Die Art wurde von Carl von Linné als Verbascum osbeckii 1753 erstbeschrieben und damit einer Gattung zugeordnet, die später den Braunwurzgewächsen (Scrophulariaceae) zugewiesen wurde. 1870 wurde die Art von Heinrich Moritz Willkomm in die bereits 1786 von Antonio José Cavanilles aufgestellte Gattung Triguera beschrieben. Diese enthielt nach damaligen Verständnis neben der von Cavanilles beschriebenen Triguera ambrosiaca die 1791 von Johann Friedrich Gmelin beschriebene Triguera baccata. Der Status eine weitere von Cavanilles beschriebenen Art Triguera inodora ist ungewiss, da kein Typusexemplar bekannt ist.
In den meisten Werken wurden innerhalb der Gattung zwei oder drei Arten unterschieden, bis 1973 von Hansen und Hansen die Gattung als monotypisch zusammengefasst wurde. Vorrang erhielt dabei nach den Regeln des ICBN das älteste Epitheton osbeckii. Durch die Einordnung der Gattungen Normania und Triguera in die Gattung der Nachtschatten wäre der bevorzugte Name der Art Solanum osbeckii, dieser wurde jedoch bereits 1852 von Michel Félix Dunal für eine andere Art beschrieben, weshalb Lynn Bohs 2001 den Namen Solanum herculeum wählte. Der Name leitet sich von „Herculeum Fretum“, dem klassischen Namen der Straße von Gibraltar ab.

## Nachweise

### Hauptquellen
- Sandra Knapp: Solanum herculeum. In: Solanaceae Source (online), Juli 2006, abgerufen am 27. Februar 2011.